# Šalgočka
Šalgočka é um município da Eslováquia, situado no distrito de Galanta, na região de Trnava. Tem 4,75 km² de área e sua população em 2018 foi estimada em 470 habitantes.

## Demografia
| Ano:        | 1994 | 2004    | 2014   | 2024   |
| ----------- | ---- | ------- | ------ | ------ |
| Broj ljudi: | 381  | 444     | 456    | 472    |
| Razlika:    |      | +16,53% | +2,70% | +3,50% |

| Ano:               | 2023 | 2024   |
| ------------------ | ---- | ------ |
| Número de pessoas: | 470  | 472    |
| Diferença:         |      | +0,42% |